# Henri Frans de Ziel
Henri Frans de Ziel, conhecido como Trefossa, (Paramaribo, 15 de janeiro de 1916 — Haarlem, 3 de fevereiro de 1975) foi um escritor surinamês, que escrevia em neerlandês e surinamês.
Trabalhou como professor e viveu nos Países Baixos por vários anos. Associou-se com outros escritores literários como Corly Verlooghen, Eugène Rellum, Johanna Schouten-Elsenhout e Michaël Slory.
Fora também um importante personagem no movimento de independência do Suriname. Em prol de seu patriotismo, escreveu a obra Opo Kondreman, da qual constitui a segunda estrofe do hino nacional do Suriname.
Até hoje a vida e a obra de Trefossa continua a fascinar gerações de surinameses. Em 2005, se ergueu um monumento em Paramaribo em sua homenagem.